# Yautepec
Yautepec est une ville de l'état de Morelos au Mexique.
Sa population était de 105 780 habitants en 2020.